# Славија (Београд)
Славија је београдско насеље које се простире око истоименог трга. Обухвата приближно квадрат са границама: улица Светозара Марковића на северозападу, Његошева на североистоку, Кнегиње Зорке на југоистоку и други део Кнегиње Зорке и улица Тиршова на југозападу.

## Историја
Некада је подручје око Трга Славија било мочварно и ту су се, седамдесетих и осамдесетих година 19.века, одржавале коњске трке (Мањеж), када се Шкотланђанин Френсис Макензи, појавио као инвеститор у тај крај, између осталог и у хотел Славија. Нешто касније, 1905. године, почињу планови за изградњу Храма Светог Саве, поводом 570 година од његове смрти. За време Првог светског рата овај крај бива гранатиран и оштећен, али заживљава између два рата. Тада је, између осталог, покренута изградња Храма Светог Саве (1935). Други светски рат такође зауставља изградњу и уништава многе зграде. Напослетку, после Другог светског рата, овај део се гради и сада је то углавном резиденцијална четврт.